# Camille de Briey
Pour les autres membres de la famille, voir Famille de Briey.
Pour les articles homonymes, voir Briey.
 (mars 2023).
Si vous disposez d'ouvrages ou d'articles de référence ou si vous connaissez des sites web de qualité traitant du thème abordé ici, merci de compléter l'article en donnant les références utiles à sa vérifiabilité et en les liant à la section « Notes et références ».
Le comte Camille de Briey (Ruette, 27 juin 1799 - Ethe, 3 juin 1877) est un industriel, un homme politique et un diplomate belge, de tendance catholique.

## Biographie
Il naquit à Ruette dans la province de Luxembourg le 27 juin 1799, de Louis de Briey et de Anne de Pouilly. 
Il fit ses études secondaires au Lycée impérial de Metz (actuel lycée Fabert). 
Il passa ensuite quelques années à la cour de Saxe-Cobourg, où vivait son cousin Emmanuel de Mensdorff-Pouilly qui avait épousé la fille aînée du duc régnant et le frère de celle-ci le prince Léopold lequel épousa à l'époque l'héritière du trône de Grande-Bretagne.
En 1820, il entra comme officier dans la garde royale de Louis XVIII de France et participa à ce titre en 1823 à l'expédition d'Espagne (il reçut la Légion d'honneur). Le 29 septembre 1829, à Bruxelles, il épousa Caroline Amélie Laurence de Beauffort. 
Après les Trois Glorieuses (1830) et la chute de la maison de Bourbon, il partit pour l'Autriche, puis en 1832 pour la Belgique où le prince Léopold de Saxe-Cobourg-Gotha avait été proclamé roi. 
Dans la province de Luxembourg, il tenta de relancer la métallurgie et racheta les établissements Pierrard à Virton en 1835. En mars 1837, il obtint la nationalité belge. En 1838, il délégua la gestion de l'entreprise à un Français et se lança dans la politique. 
En 1839, il devint sénateur de la province de Luxembourg et le resta jusqu'en 1848. En 1841, il devint ministre des Affaires étrangères et des Finances dans le gouvernement Nothomb. 
Il se lança ensuite dans la carrière diplomatique et sera ministre de la Belgique en Russie. À partir de 1853, il fut le premier ministre plénipotentiaire Belge à Saint-Petersbourg en Russie puis en Allemagne où il passa dix ans à la Diète de Francfort.
Il est à l'origine de la construction du château actuel de Laclaireau (nouveau Laclaireau)[source insuffisante].
Camille de Briey décède au château de Laclaireau à Ethe le 3 juin 1877.

## Distinctions
Parmi les nombreuses distinctions, il a reçu :
- Grand officier de l'ordre de Léopold.
- Grand-croix de la Légion d'honneur.
- Ordre de Sainte-Anne (Russie).
- Grand-croix de l'ordre du Lion néerlandais
- Grand-Croix de l'ordre du Sauveur (Grèce).
- Grand-croix de l'ordre de Charles III
- Grand-Croix de l'ordre de la Couronne de Saint-Michel de Bavière.